# شعار إسكتلندا
شعار إسكتلندا هو الشعار الخاص بدولة إسكتلندا وكذلك يستخدم كشعار نبالة، واستخدم من قبل ملوك مملكة إسكتلندا سابقا. ينكون من أسد أحمر محاط بأزهار على درع أصفر.